# كونسرفاتوار بروكسل الملكي

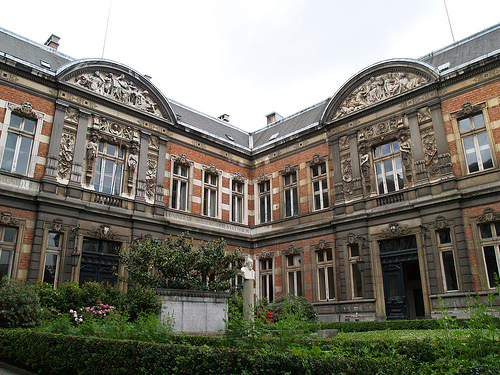
كونسرفاتوار بروكسل

كونسرفاتوار بروكسل الملكي أو معهد بروكسل الملكي للموسيقى (بالفرنسية:Conservatoire royal de Bruxelles) بدأ نشاطه في العام 1813، واتخذ اسمه الحالي كاسمٍ رسمي في العام1832 ، يعتبر كونسرفاتوار بروكسل أهم كلية في البلاد لتدريس االدراما و الموسيقى. خرّج المعهد مجموعة من أهم الممثلين و الممثلات في بلجيكا و منهم، جوسي دو باو، لوك فان ميللو، و لوك دو كونينك. مخترع الساكسفون أدولف ساكس هو أحد خريجي معهد بروكسل.
تم تقسيم المعهد في العام 1967 إلى كيانين منفصلين أحدهما يُدرّس باللغة الهولندية و الآخر بالفرنسية.
كما أن المعهد الكونسيرفاتوري باللغة الهولندية، الذي هو جزء من إيراسموشوجشول بروسل، يعلم أيضا باللغة الإنجليزية، وعادة ما يكون المرموقة، ولها تصنيف أكاديمي أعلى.

## وصلات خارجية
الموقع الرسمي للمعهد باللغة الهولندية
الموقع الرسمي للمعهد باللغة الفرنسية